# المليح (الشعر)

تعديل مصدري - تعديل

المليح محلة تابعة لقرية شعب، التابعة لعزلة المفتاح بمديرية الشعر إحدى مديريات محافظة إب في الجمهورية اليمنية، بلغ تعداد سكانها 50 حسب تعداد اليمن لعام 2004.